# Sebastes trivittatus
Sebastes trivittatus és una espècie de peix pertanyent a la família dels sebàstids i a l'ordre dels escorpeniformes.

## Descripció
Fa 62 cm de llargària màxima (tot i que la més normal és de 45,5) i 4,7 kg de pes.

## Reproducció
És de fecundació interna i vivípar.

## Alimentació
A la mar d'Okhotsk es nodreix de zooplàncton i animals bentònics, i el seu nivell tròfic és de 3,19.

## Hàbitat i distribució geogràfica
És un peix marí, demersal (entre 0 i 120 m de fondària) i de clima temperat, el qual viu al Pacífic nord-occidental: les costes rocalloses de Rússia, el Japó (com ara, l'illa de Hokkaido), la península de Corea (Corea del Nord i Corea del Sud), la mar d'Okhotsk, la mar del Japó i la mar Groga.

## Observacions
És inofensiu per als humans i el seu índex de vulnerabilitat és de moderat a alt (54 de 100).